# Kumbli
Kumbli est une île d'Estonie. Elle se situe dans la baie de Tallinn.